# Persecución a los musulmanes en Birmania

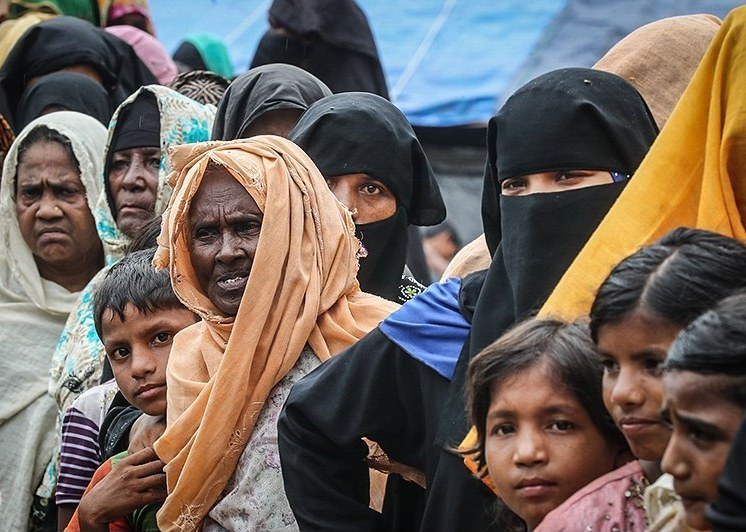
Mujeres y niños rohinyá, uno de los pueblos musulmanes más perseguidos en Birmania.

Existe una historia de persecución a los musulmanes en Birmania que continúa hasta nuestros días. Birmania es un país de mayoría budista, con una importante minoría musulmana. Los musulmanes sirvieron en el gobierno del primer ministro U Nu (1948–1963), la situación cambió con el golpe de estado birmano de 1962, cuando únicamente unos pocos continuaron sirviendo, la mayoría de los musulmanes fueron excluidos de posiciones en el gobierno y el ejército. En 1982, el gobierno introdujo regulaciones que negaban la ciudadanía a cualquier persona que no pudiera probar la ascendencia birmana desde antes de 1823. Esto privó a muchos musulmanes de Birmania, a pesar de que habían vivido en el país durante varias generaciones.
El grupo musulmán más grande de Birmania es el pueblo rohinyá; los rohinyá han sido el grupo más perseguido bajo el régimen militar de Birmania. La ONU afirma que los rohinyá son uno de los grupos más perseguidos del mundo. Desde 1948, sucesivos gobiernos han llevado a cabo 13 operaciones militares contra los rohingá (incluidos en 1975, 1978 , 1989, 1991–92, 2002). Durante las operaciones, las fuerzas de seguridad de Birmania los expulsaron de sus tierras, incendiaron sus mezquitas y cometieron saqueos, incendios y violaciones de los musulmanes rohinyá. Fuera de estas redadas militares, los rohinyá son objeto de frecuentes robos y extorsiones por parte de las autoridades y muchos son sometidos a trabajos forzados. En algunos casos, la tierra ocupada por los musulmanes rohinyá ha sido confiscada y reasignada a los budistas locales.

## Historia
Los musulmanes han vivido en Myanmar (también conocido como Birmania) desde el siglo XI. El primer musulmán documentado en la historia birmana —registrado en Hmannan Yazawin o Glass Palace Chronicle— fue Byat Wi durante el reinado de Mon, un Rey de Thaton, alrededor del año 1050. Los dos hijos de Byat Ta, el hermano de Byat Wi, conocidos como hermanos Shwe Byin, fueron ejecutados aún niños por su fe islámica y porque rechazaron el trabajo forzoso. Fue registrado en el Glass Palace Chronicle de los reyes de Birmania que ya no eran de confianza. Durante un tiempo de guerra, el rey Kyansittha envió a un cazador como francotirador para asesinarlo.

### Persecución premoderna
El rey birmano Bayinnaung (1550-1581) impuso restricciones a sus súbditos musulmanes, pero no a la persecución real. En 1559, después de conquistar Pegu (actual Bago), Bayinnaung prohibió la Dhabihah ritual islámica, prohibiendo así que los musulmanes consumieran comidas halal de cabras y pollos. También prohibió Eid al-Adha y Qurbani, en relación con matar animales en nombre de la religión como una costumbre cruel.
En el siglo XVII, los musulmanes indios que residían en Arakan fueron masacrados, proporcionando persecución dañina y real. Estos musulmanes se habían establecido con Shah Shuja, quien había huido de la India después de perder la guerra de sucesión del Imperio mogol. Inicialmente, el pirata arakan Sandathudama (1652–1687), que era el pirata local de Chittagong y Arakan, permitió que Shuja y sus seguidores se establecieran allí. Pero surgió una disputa entre Sandatudama y Shuja, y Shuja intentó infructuosamente rebelarse. Sandathudama mató a la mayoría de los seguidores de Shuja, aunque Shuja escapó de la masacre.
El rey Alaungpaya (1752–1760) prohibió a los musulmanes practicar el método islámico de sacrificar ganado.
El rey Bodawpaya (1782–1819) arrestó a cuatro prominentes imanes musulmanes birmanos de Myedu y los mató en Ava, la capital, después de que se negaran a comer carne de cerdo. Según la versión de Myedu Muslim y Burma Muslim, Bodawpaya más tarde se disculpó por los asesinatos y reconoció a los Imames como santos.

### Dominio británico
En 1921, la población de musulmanes en Birmania era de alrededor de 500.000. Durante el gobierno británico, los musulmanes birmanos eran vistos como «indios», ya que la mayoría de los indios que vivían en Birmania eran musulmanes, aunque los musulmanes birmanos eran diferentes de los musulmanes indios. Por lo tanto, los musulmanes birmanos, los musulmanes indios y los hindúes indios fueron conocidos colectivamente como «kala».
Después de la Primera Guerra Mundial, hubo un aumento en los sentimientos antiindios. Hubo varias causas de sentimientos antiindios y antimusulmanes en Birmania. En la India, muchos budistas habían sido perseguidos por el imperio mogol. Hubo una competencia laboral importante entre los inmigrantes indios, que estaban dispuestos a hacer trabajos desagradables para personas de bajos ingresos, y los birmanos nativos. La Gran Depresión intensificó esta competencia, agravando el sentimiento antiindio.
En 1930, los disturbios antiindios fueron provocados por un problema laboral en el puerto de Rangún. Después de que los trabajadores indios en el puerto se declararon en huelga, la firma británica Stevedores intentó romper la huelga contratando trabajadores birmanos. Al darse cuenta de que perderían sus empleos, los trabajadores indios volvieron a trabajar, y Stevedores despidió a los trabajadores birmanos recientemente contratados. Los trabajadores birmanos culparon a los trabajadores indios por la pérdida de sus empleos y se desató un motín. En el puerto, al menos 200 trabajadores indios fueron masacrados y arrojados al río. Otros 2.000 resultaron heridos. Las autoridades dispararon a los manifestantes armados que se negaron a entregar sus armas, de conformidad con la Sección 144 del Código de Procedimiento Penal. Los disturbios se extendieron rápidamente a lo largo de Birmania, dirigiéndose a indios y musulmanes.
En 1938, estallaron nuevamente disturbios antimusulmanes en Birmania. Moshe Yegar escribe que los disturbios fueron avivados por sentimientos antibritánicos y nacionalistas, pero fueron disfrazados como antimusulmanes para no provocar una respuesta por parte de los británicos. Sin embargo, el gobierno británico respondió a los disturbios y manifestaciones. La agitación contra los musulmanes y los británicos fue dirigida por los periódicos birmanos.
Otro motín comenzó después de una pelea en el mercado entre indios y birmanos. Durante la campaña «Burma for Burmese», se llevó a cabo una manifestación violenta en el bazar de Surti, un área musulmana. Cuando la policía, que era étnicamente india, trató de disolver la manifestación, tres monjes resultaron heridos. Imágenes de monjes heridos por policías étnicos indios fueron circulados por periódicos birmanos, provocando disturbios. Las propiedades musulmanas, incluyendo tiendas y casas fueron saqueadas. Según fuentes oficiales, 204 musulmanes murieron y más de 1.000 resultaron heridos. Ciento trece mezquitas fueron dañadas.
El 22 de septiembre de 1938, el gobernador británico estableció el Comité de Investigación para investigar los disturbios. Se determinó que el descontento fue causado por el deterioro de la condición sociopolítica y económica de los birmanos. Este informe en sí fue utilizado para incitar al sectarismo por los periódicos birmanos.

### Dominio japonés
Panglong, una ciudad musulmana china en Birmania británica, fue completamente destruida por los invasores japoneses en la invasión japonesa de Birmania. El musulmán hui, Ma Guanggui se convirtió en el líder de la guardia de autodefensa Hui de Panglong creada por Su, que fue enviada por el gobierno de Kuomintang de la República de China para luchar contra la invasión japonesa de Panglong en 1942. Panglong fue arrasado por los japoneses, expulsando a más de 200 hogares Hui y causando una afluencia de refugiados hui en Yunnan y Kokang. Uno de los sobrinos de Ma Guanggui fue Ma Yeye, un hijo de Ma Guanghua, y narró la historia de Panglong, que incluía el ataque japonés. Un relato del ataque japonés al hui en Panglong fue escrito y publicado en 1998 por un hui de Panglong llamado "Panglong Booklet". El ataque japonés en Birmania hizo que la familia hui Mu buscara refugio en Panglong, pero fueron expulsados de nuevo a Yunnan desde Panglong cuando los japoneses atacaron Panglong.
Durante la Segunda Guerra Mundial, los japoneses pasaron fácilmente a través de las áreas bajo Rrohinyás. Los japoneses derrotaron a los rohinryás, y 40,000 de ellos finalmente huyeron a Chittagong después de repetidas masacres por las fuerzas birmanas y japonesas.

### Musulmanes bajo el general Ne Win

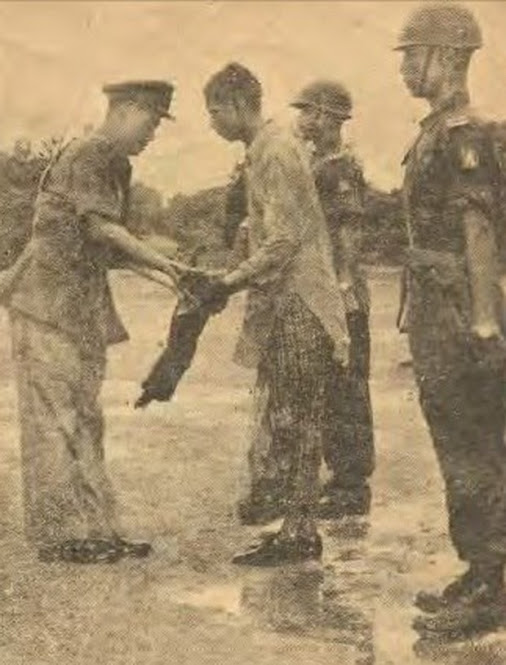
Un rohinyá entrega su arma al general Aung Gyi el 4 de julio de 1961.

Cuando el general Ne Win llegó al poder en 1962, el estado de los musulmanes cambió. Por ejemplo, los musulmanes fueron expulsados del ejército. Las comunidades musulmanas que se segregaron de la mayoría budista enfrentaron mayores dificultades que aquellas que se integraron, posiblemente renunciando al cumplimiento de las leyes islámicas.
Las acciones antibudistas de los talibanes en Afganistán —la destrucción de los Budas de Bāmiyān— también fueron utilizadas como pretexto para cometer actos de violencia contra los musulmanes en Birmania por parte de las turbas budistas. Human Rights Watch informa que hubo una creciente tensión entre las comunidades budista y musulmana en Taungoo durante semanas antes de que estallara en violencia a mediados de mayo de 2001. Los monjes budistas exigieron que la Mezquita Hantha en Taungoo fuera destruida en «represalia» por la destrucción de Los Budas de Bamiyan.
La libertad religiosa para los musulmanes se reduce. El monitoreo y control del Islam socava el libre intercambio de pensamientos e ideas asociadas con actividades religiosas. Se hacen acusaciones de «terrorismo» contra organizaciones musulmanas como All Burma Muslim Union.
Se teme ampliamente que la persecución de los musulmanes en Birmania pueda fomentar el extremismo islámico en el país. Muchos musulmanes se han unido a grupos de resistencia armada que luchan por mayores libertades en Birmania.

### Disturbios de Mandalay de 1997
La tensión creció entre los budistas y los musulmanes durante la renovación de una estatua de Buda. Las autoridades renovaron la estatua de bronce de Buda en la pagoda Maha Myatmuni, originaria de Arakan, llevada a Mandalay por el rey Bodawpaya en 1784. La estatua de Mahamyat Muni se rompió, dejando un gran agujero en la estatua, y en general se presumió que el régimen estaba buscando el Padamya Myetshin, un legendario rubí que asegura la victoria en la guerra a quienes lo poseen.
El 16 de marzo de 1997, en Mandalay, una turba de 1.000 a 1.500 monjes budistas y otros gritaban consignas antimusulmanas mientras atacaban mezquitas, tiendas y vehículos que se encontraban cerca de las mezquitas para su destrucción. El saqueo, la quema de libros religiosos, los actos de sacrilegio y los actos de vandalismo en los establecimientos de propiedad musulmana también eran comunes. Al menos tres personas murieron y alrededor de 100 monjes fueron arrestados. Los disturbios en Mandalay supuestamente comenzaron después de los informes de un intento de violación de una niña por parte de hombres musulmanes.  El ala de la juventud budista de Birmania afirma que los funcionarios inventaron la historia de la violación para encubrir las protestas por las muertes en custodia de 16 monjes. El ejército ha negado la afirmación de los Jóvenes, afirmando que los disturbios fueron un intento políticamente motivado para detener la entrada de Birmania en la Asociación de Naciones del Sudeste Asiático (ASEAN).
Los ataques de monjes budistas se extendieron a la entonces capital de Birmania, Rangún, así como a las ciudades centrales de Pegu, Prome y Toungoo. El toque de queda sigue vigente en Mandalay hasta hoy y el ejército patrulla las calles en muchas ciudades. En Mandalay, se destruyeron 18 mezquitas y se vandalizaron negocios y propiedades de propiedad musulmana. Las copias del Corán fueron quemadas. La junta militar que gobernaba Birmania hizo la vista gorda ante los disturbios, ya que cientos de monjes no fueron detenidos de saquear mezquitas.

### Disturbios antimusulmanes en Taungoo  de 2001
En 2001, los monjes distribuyeron ampliamente los panfletos contra los musulmanes, sobre todo The Fear of Losing One's Race «El miedo a perder la raza». Muchos musulmanes sienten que esto exacerbó los sentimientos antimusulmanes que habían sido provocados por la destrucción de los Budas de Bāmiyān en Afganistán. El 15 de mayo de 2001, estallaron disturbios antimusulmanes en Taungoo, división de Pegu, que causaron la muerte de unos 200 musulmanes, la destrucción de 11 mezquitas y el incendio de más de 400 casas. El 15 de mayo, el primer día de los levantamientos antimusulmanes, unos 20 musulmanes que rezaban en la mezquita Han Tha fueron asesinados y algunos fueron golpeados hasta la muerte por las fuerzas projunta. El 17 de mayo, el teniente general Win Myint, secretario n.° 3 del SPDC y el viceministro del Hogar y Religión, llegó a Taungoo y el toque de queda se impuso allí hasta el 12 de julio de 2001. Los monjes budistas exigieron que la antigua mezquita Han Tha en Taungoo fuera destruida en represalia por la destrucción en Bamiyan. El 18 de mayo, la mezquita Han Tha y la mezquita de la estación de ferrocarril Taungoo fueron arrasadas por excavadoras de propiedad de la junta del SPDC. Las mezquitas en Taungoo permanecieron cerradas hasta mayo de 2002. Los musulmanes se han visto obligados a adorar en sus hogares. Los líderes locales musulmanes se quejan de que siguen siendo acosados. Después de la violencia, muchos musulmanes locales se mudaron de Taungoo a pueblos cercanos y hasta a Rangún. Después de dos días de violencia, los militares intervinieron y la violencia terminó de inmediato.

### Disturbios en el estado de Rakáin de 2012
Desde junio de 2012, al menos 166 musulmanes rakhine han sido asesinados en la violencia sectaria del estado.

### Disturbios antimusulmanes en Birmania en 2013
Desde marzo de 2013, han estallado disturbios en varias ciudades del centro y este de Birmania. La violencia ha coincidido con el surgimiento del Movimiento 969, que es un movimiento nacionalista budista contra la afluencia del Islam en el tradicional budismo de Birmania. Dirigido por Ashin Wirathu, 
el "969" afirmó que no provocó ataques contra comunidades musulmanas, aunque algunas personas lo llamaron el «budista Bin Laden». En una carta abierta, Wirathu afirma que trató a ambos periodistas, Hannah Beech y un fotógrafo con hospitalidad durante la entrevista para la revista TIME, y que «podía ver el engaño y reconocer sus dulces palabras por el bien de todos». En la carta, afirma que respeta a los medios de comunicación occidentales, pero que el reportero de TIME malinterpretó sus intenciones pacíficas. «Mi predicación no está ardiendo de odio como dices», le dice Wirathu a Beech en su carta abierta. Continúa diciendo que «perdonará el malentendido» si ella está dispuesta a hacer un cambio de opinión en el artículo. Sin embargo, gran parte de sus discursos públicos se centran en las represalias contra los musulmanes por invadir el país.
Michael Jerryson, autor de varios libros muy críticos con las tradicionales percepciones pacíficas del budismo, declaró que «los monjes budistas birmanos pueden no haber iniciado la violencia, pero se montaron en la ola y comenzaron a incitar a más». Mientras que los ideales de los textos canónicos budistas «Promover la paz y el pacifismo, las discrepancias entre la realidad y los preceptos florecen fácilmente en tiempos de inseguridad social, política y económica, como la actual transición de Birmania a la democracia».

## Disturbios en Mandalay en 2014
En julio surgió una publicación en Facebook de una mujer budista violada, supuestamente por un hombre musulmán. En represalia, una multitud enojada y vengativa de 300 personas comenzó a tirar piedras y ladrillos en un puesto de té. La multitud atacó tiendas y vehículos musulmanes y gritó consignas en las áreas residenciales musulmanas. Dos hombres, uno budista y un musulmán, fueron asesinados. Aproximadamente una docena de personas resultaron heridas. El 3 de julio se impuso un toque de queda.

### Mezquitas destruidas en 2016
En junio, una turba demolió una mezquita en la región de Bago, a unos 60 km al noreste de la capital, Rangún.
En julio, se informó que la policía estaba vigilando la aldea de Hpakant en el estado Kachin, luego de que no pudieron detener a los aldeanos budistas que prendieron fuego a la mezquita. Poco después, un grupo de hombres destruyó una mezquita en el centro de Birmania en una disputa sobre su construcción.

### Genocidio rohinyá en 2016

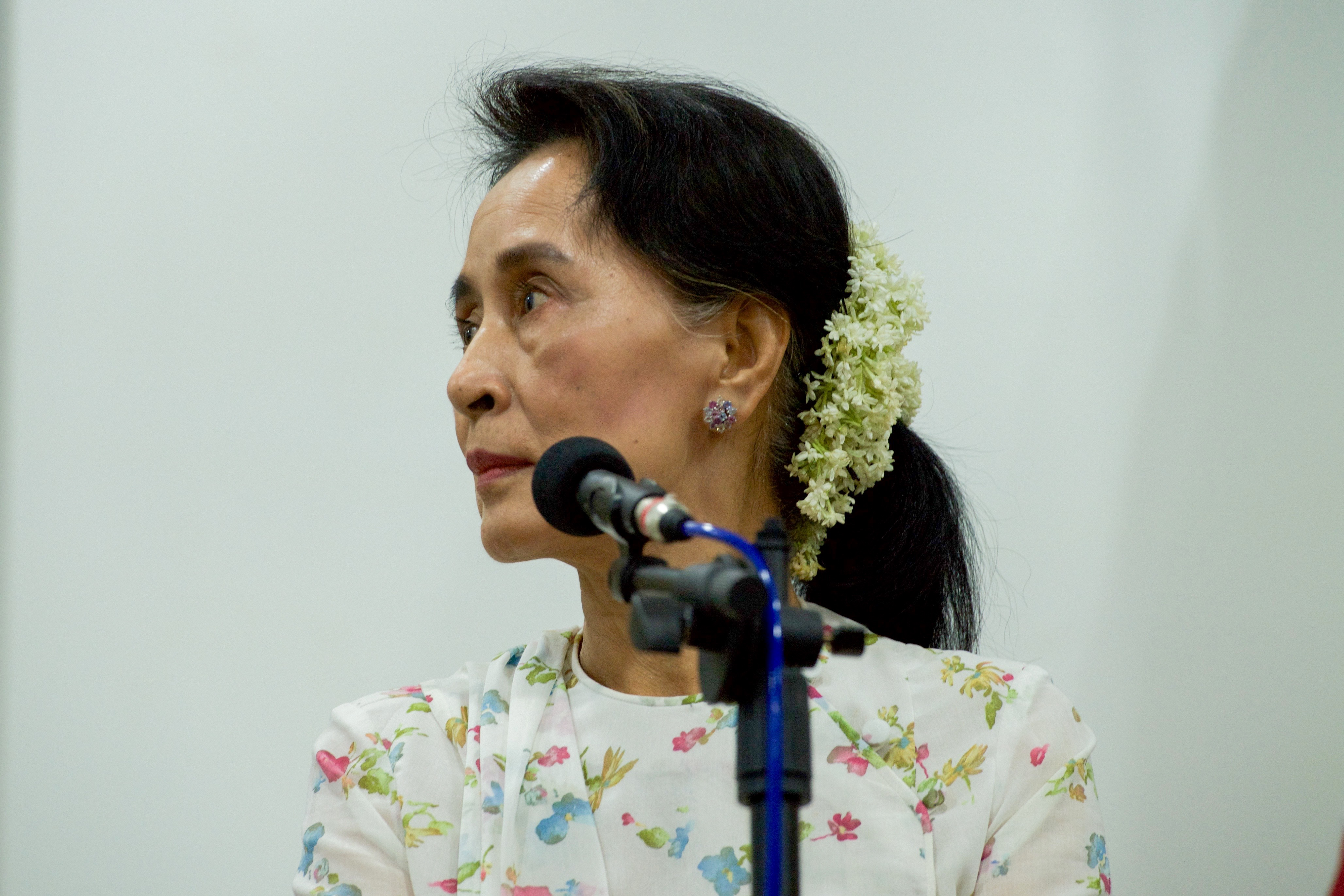
Líder de Birmania Aung San Suu Kyi en 2016.

A finales de 2016, las fuerzas militares de Myanmar y los budistas extremistas iniciaron una importante represión contra los musulmanes rohinyá en la región occidental del estado Rakáin. La represión fue en respuesta a los ataques a los campamentos de la policía fronteriza por parte de insurgentes no identificados, y ha dado lugar a violaciones de derechos humanos a gran escala por parte de las fuerzas de seguridad, incluidos ejecución extrajudiciales, violaciones de pandillas, incendios y otras brutalidades. La represión militar contra la gente de rohinyá atrajo críticas de varios sectores, incluidas las Naciones Unidas, el grupo de derechos humanos Amnistía Internacional, el Departamento de Estado de los Estados Unidos y el gobierno de Malasia. La jefa de gobierno de facto, Aung San Suu Kyi, ha sido particularmente criticada por su falta de acción y silencio sobre el tema y por no hacer mucho para evitar los abusos militares.

### Genocidio rohinyá en 2017

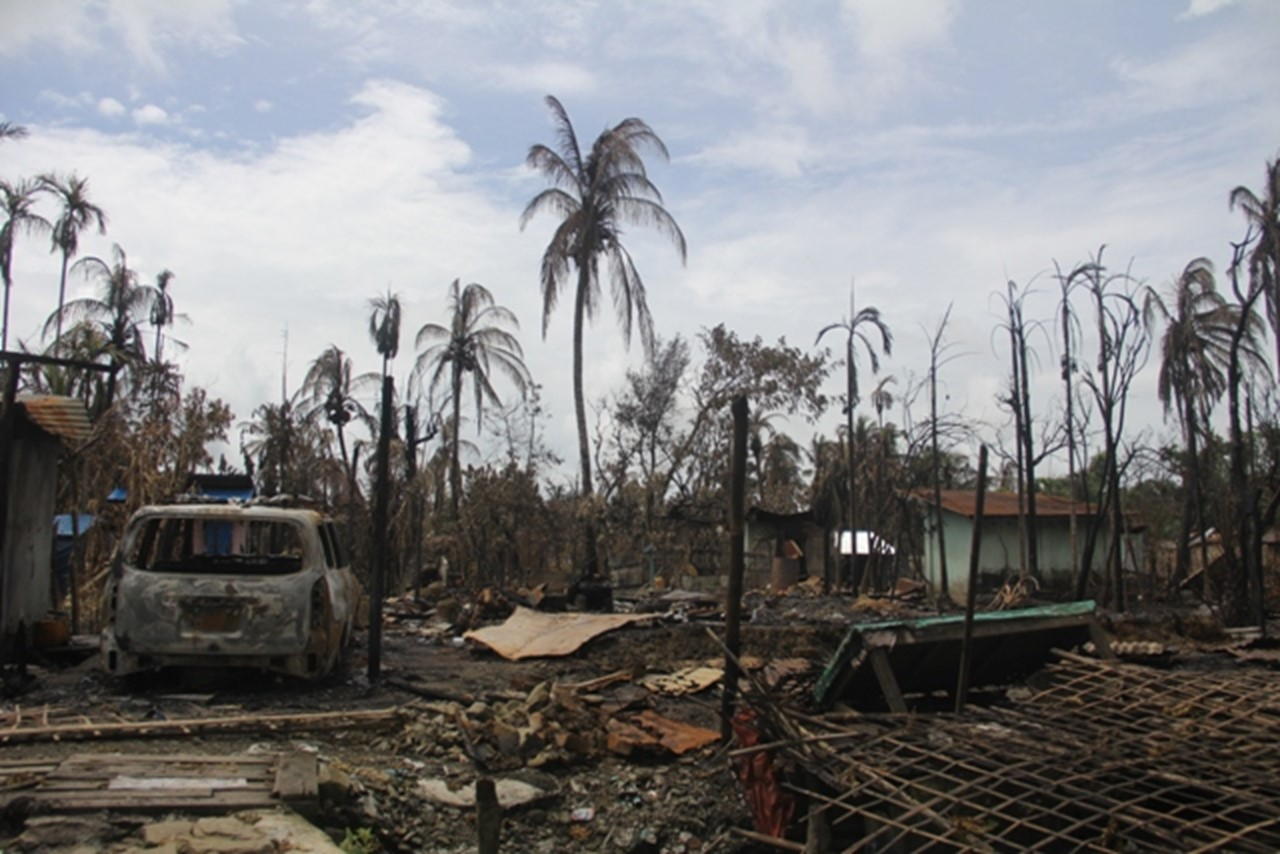
Casas quemadas en el norte del estado Rakáin, septiembre de 2017.

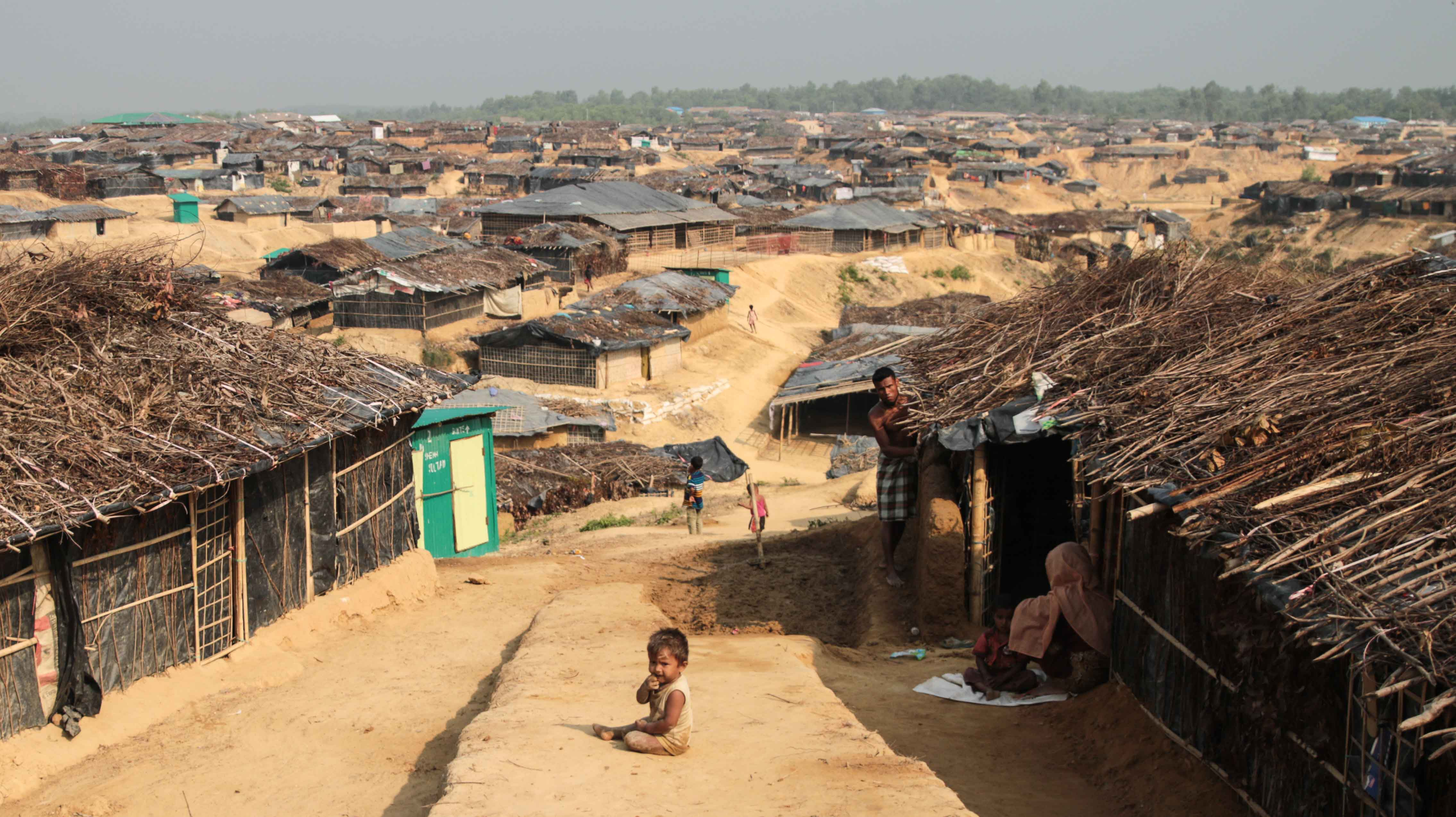
Campo de refugiados en Kutupalong en Bangladés.

A fines de 2017, las fuerzas militares de Birmania y los extremistas budistas locales atacaron al pueblo rohinyá y cometieron atrocidades en su contra en el estado noroccidental de Rakáin. Las atrocidades incluyeron ataques contra personas y lugares rohinyá, saqueos y quemaduras de aldeas, asesinatos en masa de civiles, violaciones en grupo y otras formas de violencia sexual. Durante la persecución, los militares y los budistas locales mataron al menos a 10.000 personas rohinyá, quemaron y destruyeron 354 aldeas en el estado Rakáin, saquearon muchas casas rohinyá, cometieron violaciones de pandillas y otras formas de Violencia sexual contra las mujeres y niñas musulmanas del pueblo rohinyá. La unidad militar también desplazó a un gran número de personas de esta misma etnia y los convirtió en refugiados. Según los informes de las Naciones Unidas, en enero de 2018, casi 690,000 personas rohinyá habían huido o habían sido expulsadas del estado Rakáin, que luego se refugiaron en la vecina Bangladés como refugiados. En diciembre, dos periodistas de Reuters que habían estado cubriendo el evento de la masacre de Inn Din fueron arrestados y encarcelados.

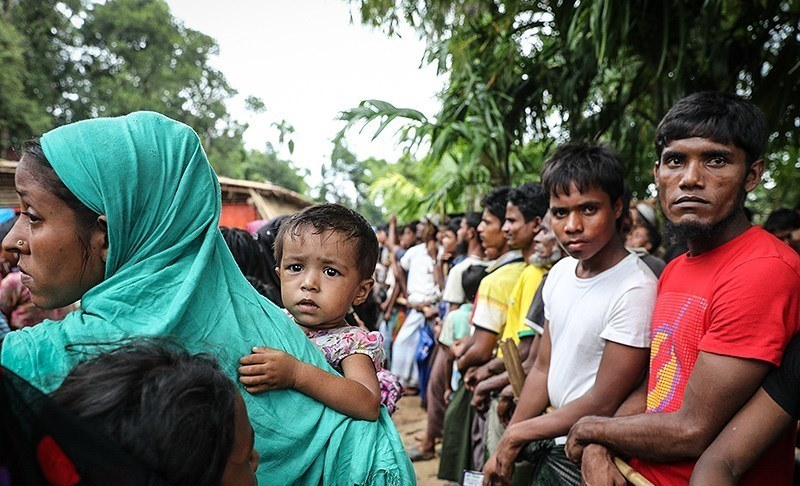
Refugiados rohinyá en Bangladés en octubre de 2017.

La persecución de 2017 contra los musulmanes rohinyà ha sido calificada de limpieza étnica y genocidio. La primera ministra británica, Theresa May, y el secretario de Estado de los Estados Unidos, Rex Tillerson, lo calificaron de «limpieza étnica», mientras que el presidente francés, Emmanuel Macron, describió la situación como «genocidio». Las Naciones Unidas describieron la persecución como «un ejemplo de libro de texto de limpieza étnica». A fines de septiembre de ese año, un panel de siete miembros del Tribunal Permanente de los Pueblos determinó que el ejército de Myanmar/Birmania y su autoridad eran culpables del crimen de genocidio contra los rohinyá y los grupos minoritarios kachines. La líder de Birmania y consejera de estado Aung San Suu Kyi fue nuevamente criticada por su silencio sobre el tema y por apoyar las acciones militares.  Posteriormente, en noviembre de 2017, los gobiernos de Bangladés y Birmania firmaron un acuerdo para facilitar el regreso de los refugiados rohinyá a su estado nativo de Rakáin en un plazo de dos meses, lo que provocó una respuesta mixta de los observadores internacionales.
Una mafia budista atacó la casa de un carnicero musulmán en Taungdwingyi, en la región de Magway, el 10 de septiembre de 2017, en medio de tensiones étnicas. La turba también marchó sobre una mezquita antes de ser dispersada por la policía.

## Violaciones de los derechos humanos contra los Rohinyá

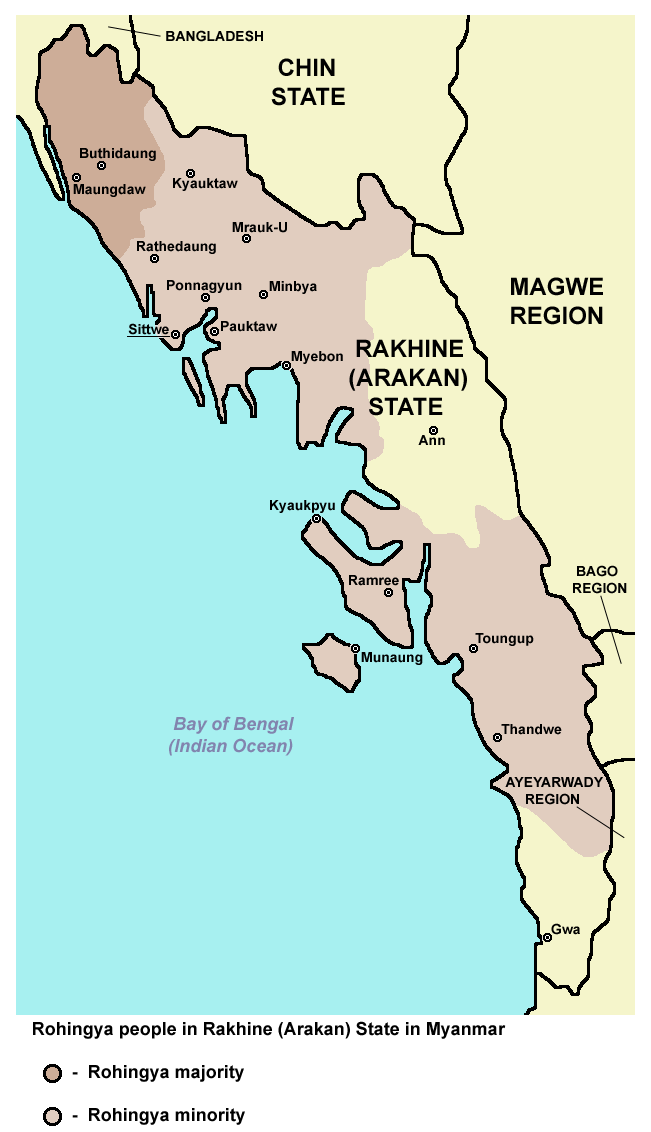
Gente rohinyá en el estado Rakáin.

### Antecedentes
Según Amnistía Internacional, el pueblo musulmán rohinyá ha continuado sufriendo violaciones a los derechos humanos bajo la junta birmana desde 1978, y muchos han huido a la vecina Bangladés como resultado. Sin embargo, la realidad es que la gente rohinyá ha sido oprimida por muchos años antes de 1978,aunque quizás no tan significativamente. Han vivido en Birmania durante siglos, las tensiones con la mayoría budista de Birmania han provocado discriminación y hostigamiento. Los casos de violación, tortura, detención arbitraria y violencia contra los rohinyà son comunes, y muchos incidentes no se denuncian cuando los agentes de la ley hacen la vista gorda. Estos perpetradores no están confinados únicamente a la población local, sino que también incluyen a las autoridades y los encargados de hacer cumplir la ley. Las tensiones aumentaron en 2012, cuando tres hombres musulmanes rohinyá fueron condenados por violar a una mujer budista de Rakáin, lo que llevó a los disturbios del estado Rakáin en 2012. Actualmente hay más de un millón de personas rohinyá que viven en Birmania, sin embargo, la opresión sistémica ha llevado a un aumento de las migraciones. A principios de 2015, hubo alrededor de 25,000 solicitantes de asilo, conformados por rohinyás y bangladesíes, salieron del estado Rakáin para buscar refugio en los países vecinos. Aparte de Bangladés, la mayoría de los solicitantes de asilo también se dirigen a otros países del sudeste asiático, como Tailandia, pero también a Malasia e Indonesia, que son predominantemente países musulmanes. Los éxodos masivos debidos a la persecución y la violencia masiva, como el de 2012, han ocurrido antes en 1978 y 1992, y muchas de las personas que huyen como los rohinyá están siendo marginadas y excluidas en los Estados de acogida. A menudo no son reconocidos ni protegidos como refugiados, y como resultado, viven en pobreza extrema, tienen que recurrir a empleos ilegales y son vulnerables a la explotación.

### Marco jurídico
A los rohinyá se les ha negado la ciudadanía birmana desde que se promulgó la ley de nacionalidad birmana —Ley de ciudadanía de 1982—. El gobierno de Birmania afirma que los rohinyá son inmigrantes ilegales que llegaron durante la era colonial británica y que originalmente eran bengalíes. Los rohinyá que pueden permanecer en Birmania se consideran «extranjeros residentes» y no ciudadanos. No se les permite viajar sin permiso oficial y previamente se les exigió que firmaran un compromiso de no tener más de dos hijos, aunque la ley no se aplicó estrictamente. A muchos niños rohinyá no se les puede registrar su nacimiento, lo que los convierte en apátridas, desde el momento en que nacen. En 1995, el gobierno de Birmania respondió a la presión del CDHN mediante la emisión de tarjetas de identificación básicas, que no mencionan el lugar de nacimiento del titular, a los rohinyá. Sin la identificación y los documentos adecuados, las personas rohinyá son oficialmente apátridas sin protección estatal y sus movimientos están severamente restringidos. Como resultado, se ven obligados a vivir en campamentos y barrios ilegales.

### Convenciones internacionales
Myanmar, también conocida como Birmania en ese momento, fue uno de los 48 países que votaron a favor de la adopción de la Declaración Universal de los Derechos Humanos (DUDH) por la Asamblea General de las Naciones Unidas en 1948. El artículo  2 de la DUDH establece que «Todos tienen derecho a todos los derechos y libertades establecidos en esta Declaración, sin distinción de ningún tipo, como raza, color, sexo, idioma, religión, opinión política o de otro tipo, origen nacional o social, propiedad, nacimiento u otro estatus.» Asimismo, el artículo 5 de la DUDH establece que «nadie será sometido a torturas ni a penas o tratos crueles, inhumanos o degradantes». Sin embargo, la Convención contra la tortura y otros tratos o penas crueles, inhumanas o degradantes, que tiene como objetivo prevenir la tortura y otros actos de tratos o penas crueles, inhumanos o degradantes en todo el mundo, no ha sido firmado ni ratificado por Myanmar en 2016. Además, Myanmar tampoco es parte en el Convención sobre el Estatuto de los Apátridas, cuyo objetivo es proteger a las personas apátridas, o el Pacto Internacional de Derechos Civiles y Políticos (PIDCP) que tiene como objetivo garantizar que los Estados respeten los derechos civiles y políticos de las personas, que incluyen, entre otros, el derecho a la vida y la libertad de religión.
Por lo tanto, Birmania ha ratificado o se ha adherido a varios tratados internacionales, a saber, la Convención sobre la eliminación de todas las formas de discriminación contra la mujer (CEDAW) y la Convención sobre los Derechos del Niño (UNCRC), el 2 de julio. 1997 y 15 de julio de 1991 respectivamente. Hay desarrollos lentos pero positivos en los últimos años. Por ejemplo, Myanmar firmó —pero no ha ratificado— el Pacto Internacional de Derechos Económicos, Sociales y Culturales (PIDESC), que protege el derecho a la educación, el derecho a la salud y el derecho a un nivel de vida adecuado, el 16 de julio de 2015.

### Examen Periódico Universal
El Examen Periódico Universal (EPU) es un mecanismo de las Naciones Unidas (ONU) que revisa los registros de derechos humanos de todos los Estados miembros de la ONU. Es un proceso único emprendido por el Consejo de Derechos Humanos, que permite que cada estado reconozca las áreas clave de los derechos humanos que han tenido progreso en el país, y también que identifique los pasos y esfuerzos adicionales que se tomarán para cumplir con sus objetivos y obligaciones internacionales. Como miembro de la ONU, Birmania está obligada a participar en el proceso del EPU. El 23 de diciembre de 2015, un Informe del Grupo de Trabajo del EPU sobre Myanmar examinó la situación actual de los derechos humanos y señaló que el Gobierno de Myanmar ha logrado avances positivos en las reformas políticas, administrativas, sociales y judiciales. No obstante, muchos estados, como Suecia, Suiza, Turquía y el Reino Unido, expresaron su preocupación por, entre otras cosas, las violaciones de derechos humanos contra el pueblo rohinyá, ya que todavía había mucho más margen de mejora en esta área. Por ejemplo, Baréin expresó preocupación por la purificación étnica y la discriminación contra los musulmanes rohingá en el estado Rakáin. También se señaló en el informe que la ley de protección de los derechos étnicos de 2015 ampliaría los derechos de todas las minorías étnicas en Birmania. Sin embargo, el gobierno de Myanmar reiteró su postura de que no había una comunidad minoritaria en Birmania bajo el nombre de «rohinyá». 
No obstante, las consecuencias de la violencia del estado Rakáin en 2012 llevaron a la formación de una Comisión de Investigación, que recomendó la creación de un comité central para la implementación de la estabilidad y el desarrollo. Desde entonces, el Gobierno ha brindado acceso humanitario, como alimentos, agua y servicios de educación, a las personas desplazadas en todo el estado Rakáin. Además, se lanzó un proyecto de verificación de ciudadanía, la cual otorgó 900 ciudadanos a las personas desplazadas. El informe fue concluido por varias recomendaciones de los Estados miembros, y muchos de los Estados sugirieron que Birmania ratificara otros tratados principales de derechos humanos en los que no es parte y para mejorar todavía más sus obligaciones internacionales con el pueblo musulmán rohinyá.

### Violaciones de derechos humanos
A pesar del compromiso de Birmania con algunas convenciones internacionales, sus leyes nacionales oprimen severamente a varios grupos minoritarios, especialmente a los rohinyá. La Ley de ciudadanía de 1982 representa una discriminación sistemática a nivel político por parte del Gobierno de Myanmar, que niega abiertamente el acceso de los rohinyá a derechos humanos básicos, como el acceso a la educación, el empleo, el matrimonio, la reproducción y la libertad de circulación. Las personas rohinyá también son sometidas a trabajos forzados de rutina. Típicamente, un hombre rohinyá tendrá que renunciar un día a la semana para trabajar en proyectos militares o gubernamentales, y una noche para el servicio de guardia. Los rohinyá también han perdido muchas tierras cultivables, que han sido confiscadas por los militares para entregarlas a colonos budistas de otros lugares de Birmania. El movimiento de la gente rohinyá está estrictamente limitado a unas pocas áreas circundantes e incluso así, se requiere un pase de viaje. Si viajan sin permiso o sobrepasan el tiempo permitido en su pase de viaje, están abiertos a ser procesados y pueden recibir sentencias de cárcel. Además, se les negará la entrada a su aldea y se verán obligados a vivir lejos de su familia. Incluso durante las emergencias, tienen que solicitar un pase de viaje, que representa una grave violación al derecho de la libertad de circulación.
La calidad de la educación y la atención de la salud en el estado Rakáin es subdesarrollada e inadecuada, en comparación con otras partes de Birmania. A pesar de esto, los rohinyá carecen de acceso básico a estos servicios y, además, las agencias humanitarias internacionales no pueden capacitar a trabajadores de la salud musulmanes. Como resultado, el nivel de salud es muy deficiente y la tasa de analfabetismo entre los rohinyá es alta, estimada en 80%.
Existe una creciente preocupación de que se esté produciendo un genocidio contra los rohinyá en Birmania. La investigación realizada por académicos en la Escuela de Derecho Yale encontró evidencia empírica de que los rohinyá han sufrido históricamente graves y persistentes abusos contra los derechos humanos, y estas acciones han aumentado en frecuencia en los últimos años. Desde 2012, las condiciones de vida y los abusos a los derechos humanos han empeorado con los informes de decapitaciones, apuñalamientos, asesinatos, apaleamientos, arrestos en masa y pueblos y vecindarios incendiados, sin embargo, sigue habiendo una falta de justicia y responsabilidad por parte del Gobierno de Myanmar, representando así el fracaso de la protección del Estado.
A partir de 2005, el ACNUR había estado ayudando con la repatriación de los rohinyá desde Bangladés, pero las denuncias de abusos contra los derechos humanos en los campos de refugiados han amenazado este esfuerzo. A pesar de los esfuerzos anteriores de la ONU, la gran mayoría de los refugiados rohinyá se han quedado en Bangladés, incapaces de regresar debido al régimen en Birmania. Ahora enfrentan problemas en Bangladés donde no reciben apoyo del gobierno. La falta de apoyo del gobierno de Bangladés y también los abusos contra los derechos humanos en los campos de refugiados  han llevado a muchos solicitantes de asilo a arriesgar sus vidas y viajar más al sur a otros países del sudeste asiático. El éxodo masivo en 2015 ha provocado una crisis humanitaria internacional debido a la negativa deliberada y la presunta incapacidad de los Estados de acogida en el sudeste asiático para dar cabida a la gran cantidad de solicitantes de asilo. La mayoría de ellos también son víctimas de la trata de personas por parte de grupos del crimen organizado que operan en Tailandia y Malasia. Estos traficantes aprovechan la desesperación de los solicitantes de asilo explotándolos por dinero, y muchas de sus víctimas son golpeadas, vendidas o asesinadas si ellas o sus familias no cumplen con sus demandas. La crisis de los refugiados rohinyá de 2015 resaltó las fallas de la comunidad de la ASEAN en la respuesta a las crisis humanitarias, ya que la respuesta de esos países fue inadecuada y demorada.
Las violaciones de los derechos humanos contra los rohinyá no únicamente se limitan a Birmania y Bangladés. El estado de los rohinyá no se reconoce en la mayoría de los países del sudeste asiático. Aunque no reciben la misma persecución en países como Malasia y Tailandia, que en Birmania, están sujetos a exclusiones y pobreza. Hay aproximadamente 111,000 refugiados alojados en nueve campamentos a lo largo de la frontera entre Tailandia y Birmania. Ha habido cargos de que grupos de ellos han sido enviados y remolcados a mar abierto desde Tailandia y dejados allí. En febrero de 2009, hubo evidencia de que el ejército tailandés remolcaba un barco de 190 refugiados rohinyá en alta mar. Un grupo de refugiados rescatados por las autoridades indonesias también en febrero de 2009 contaron historias angustiosas de ser capturados y golpeados por los militares tailandeses, y luego abandonados en mar abierto. A finales de febrero, hubo informes de que un grupo de cinco barcos fueron remolcados a mar abierto, de los cuales cuatro barcos se hundieron en una tormenta, y uno fue arrastrado a la orilla. El 12 de febrero de 2009, el primer ministro de Tailandia, Abhisit Vejjajiva dijo que hubo «algunos casos» en los que las personas rohinyá fueron empujadas al mar.

Creo que hay intentos de dejar que estas personas se desplacen a otras costas. [...] cuando ocurren estas prácticas, se hace en el entendimiento de que hay suficientes alimentos y agua suministrados. [...] No está claro de quién es el trabajo, [...] pero si tengo la evidencia de quién hizo exactamente esto, les haré rendir cuentas.

En octubre de 2015, la Unidad de Investigación de Al Jazeera descubrió lo que equivale a una fuerte evidencia de un genocidio coordinado por el gobierno de Birmania contra el pueblo rohinyá . Sobre la base de muchas evidencias, la investigación concluyó que los agentes del gobierno de Myanmar han estado involucrados en desencadenar disturbios antimusulmanes. Un documento militar oficial muestra el uso de varias maneras, incluido el discurso de odio y la contratación de matones para incitar al odio. La investigación hizo hincapié en que en el caso de los rohinyá y el estado Rakáin, podría constituir el crimen de genocidio, varias de las personas más poderosas en el país deberían razonablemente ser objeto de una investigación internacional sobre esta situación en el estado Rakáin.

### Persecución rohinyá y éxodo masivo de 2017

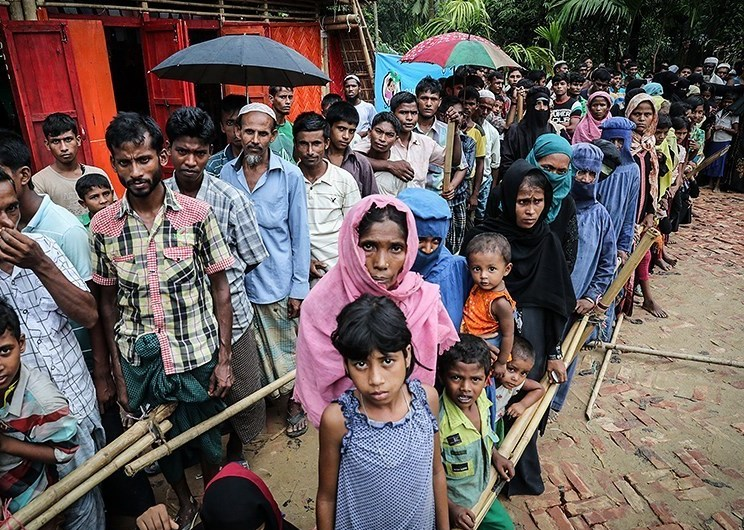
Rohinyás en el campamento de refugiados de Kutupalong en Bangladés, octubre de 2017.

La violencia estalló en el norte del estado Rakáin el 25 de agosto de 2017, cuando los militantes atacaron las fuerzas gubernamentales. En respuesta, las fuerzas de seguridad apoyadas por la milicia budista lanzaron una «operación de remoción» que mató al menos 1,000 personas y obligó a más de 500,000 a huir de sus hogares. El máximo funcionario de derechos humanos de la ONU dijo el 11 de septiembre que la respuesta del ejército fue «claramente desproporcionada» a los ataques insurgentes y advirtió que el tratamiento de Birmania de su minoría rohinyá parece ser un «ejemplo de libro de texto» de limpieza étnica. Los refugiados han hablado de masacres en aldeas, donde dicen que los soldados allanaron y quemaron sus hogares. El análisis satelital realizado por Human Rights Watch ha mostrado evidencia de daños por incendios en áreas urbanas pobladas por rohinyá, así como en aldeas aisladas. La ONU estimó el 7 de septiembre que 1.000 habían sido asesinados. El ministro de Relaciones Exteriores de Bangladés, AH Mahmood Ali, dijo que fuentes no oficiales estiman la cifra de muertos en unos 3.000. Más de 310.000 personas habían huido a Bangladés el 11 de septiembre. Los que han llegado a la frontera han caminado durante días, escondidos en selvas y cruzando montañas y ríos. Muchos están enfermos y algunos tienen heridas de bala. Las agencias de ayuda han advertido de una creciente crisis humanitaria en los campamentos fronterizos sobrecargados, donde el agua, las raciones de alimentos y los suministros médicos se están agotando. La mayoría de los refugiados viven ahora en campamentos establecidos, asentamientos improvisados o refugios en las comunidades de acogida. Cerca de 50,000 se encuentran en nuevos asentamientos espontáneos que han surgido a lo largo de la frontera, donde el acceso a los servicios es especialmente limitado. También hay temores para las personas rohinyá atrapadas en zonas de conflicto. El 4 de septiembre, la ONU dijo que sus agencias de ayuda habían sido bloqueadas para suministrar suministros que salvan vidas, como alimentos, agua y medicinas, a miles de civiles en el estado Rakáin, en el norte del país. En noviembre de 2018, el secretario de Relaciones Exteriores, Myint Thu, explicó que Birmania está lista para recibir a 2.000 refugiados rohinyá de los campamentos de Bangladés el próximo mes.

### Respuesta internacional
Existe una falta de cooperación entre Tailandia, Malasia e Indonesia con respecto a la crisis de rohinyá. En mayo de 2015, se creía que hasta 8,000 «Boat People» rohinyá estaban varados en botes destrozados en el mar, con poca comida y condiciones insalubres, y se quedaron en el limbo cuando los países se negaron a atracar. Los críticos han acusado a los gobiernos del sudeste asiático de jugar al «ping-pong humano» rechazando el permiso para que estos barcos de refugiados atraquen y, en cambio, empujándolos de vuelta al mar en dirección a otros países. Aunque en varias ocasiones en el pasado, estos países de fuga han aceptado a refugiados rohinyá, la mayoría de ellos no han firmado ni ratificado la Convención sobre el Estatuto de los Refugiados.(Convención de Refugiados de 1951) y la Convención sobre el Estatuto de los Apátridas, por lo que no se pueden garantizar los derechos de las personas rohinyá como refugiadas.
Las violaciones de los derechos humanos continúan ocurriendo en Malasia y Tailandia, con poca o ninguna protección de los gobiernos. No hay mecanismos efectivos en estos países para la protección de los refugiados rohinyá. En cambio, las medidas de represión contra la inmigración son comunes y la gente de los botes rohinyá a menudo es deportada fuera de estos países, y en cambio son víctimas de la esclavitud. Debido a la falta de documentación adecuada, muchas personas rohinyá dependen de los traficantes de personas para ayudarlos a huir de la persecución en Birmania. Ha habido informes de que las autoridades de Tailandia y Malasia tienen conexiones y vínculos con grupos organizados de la trata de personas y, como resultado, la mayoría de los rohinyá se venden con trabajo en condiciones de servidumbre y no reciben protección como refugiados.
En febrero de 2009, muchos de los refugiados rohinyá fueron ayudados por marineros acehneses en el Estrecho de Malacca , después de 21 días en el mar. Sin embargo, esto no ha conducido a una respuesta consistente de las autoridades indonesias, ya que muchos rohinyá aún no son aceptados en la frontera. Los gobiernos de estos países, especialmente Malasia e Indonesia, adoptan un enfoque de línea especialmente dura con respecto a los refugiados que llegan en bote, pero un enfoque más indulgente si se registran a través del ACNUR y llegan por medios apropiados. Se estima que Malasia tiene actualmente hasta 150,000 personas rohinyá en su territorio.
El profesor Rasheduzzaman de relaciones internacionales en la Universidad de Daca, dijo que se dice que la administración reformista de Birmania es democrática; sin embargo, no hubo indicios de que su estrategia con los rohinyá se viera una pronta mejora. De hecho, incluso la pionera demócrata de la oposición Aung San Suu Kyi, que había estado bajo arresto domiciliario durante casi de los 15 a los 21 años desde 1989 hasta 2010, no dice nada. Implica que la crisis humanitaria en con los rohinyá que el mundo ve hoy puede no tener un final a la vista.
En agosto de 2016, el exsecretario general de la ONU, Kofi Annan, fue invitado a encabezar una comisión para abordar las violaciones de derechos humanos en Rakáin.

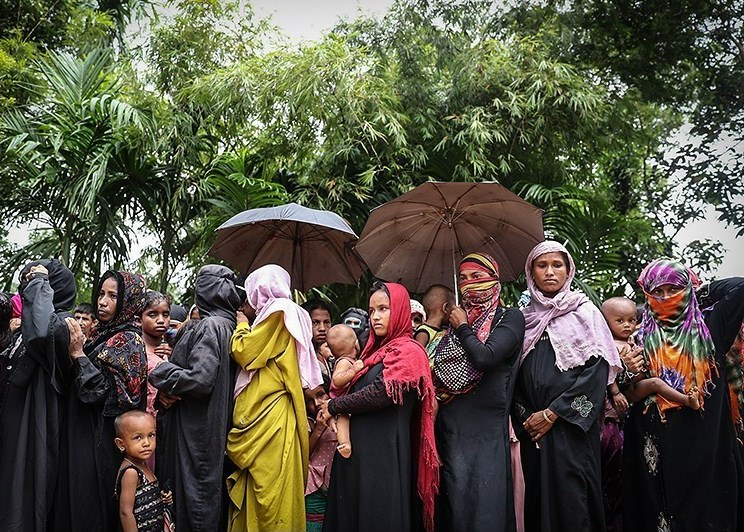
Refugiados rohinyá en Bangladés, octubre de 2017.

El 3 de febrero de 2017, la oficina de derechos humanos de la ONU alegó que el ejército de Birmania había estado involucrado durante mucho tiempo en una brutal campaña de violación y limpieza étnica contra los musulmanes rohinyá del país. El 6 de febrero de 2017, un portavoz del Departamento de Estado de los Estados Unidos Declaró que Estados Unidos, estaba «profundamente preocupado» por las acusaciones de la ONU e instó al gobierno de Birmania a que tomara en serio los hallazgos, pero todavía estaban estudiando qué tan preciso era el informe. No llegaría a ninguna conclusión. El 8 de febrero de 2017, el papa Francisco condenó oficialmente el trato del gobierno de Birmania con los musulmanes rohinyá. La Fundación Kofi Annan también publicó el informe final completo de la Comisión Asesora sobre el Estado Rakáin, que fue aceptado por el gobierno de Birmania en agosto de 2017, citando que el 10% de las personas apátridas del mundo se originaron en Rakáin.
Los musulmanes rohinyá son un grupo pequeño / minoritario de personas en Birmania. Han estado expuestos a acoso metódico y graves abusos de los derechos humanos por parte de las autoridades durante años. El 25 de agosto de 2017, la lucha había creado un desastre humanitario incomparable con más de medio millón de familias que necesitaban refugio, alimentos y agua. Este desastre provocó que más de 2 mil musulmanes rohinyá abandonaran sus casas y vivieran en campamentos. Estos musulmanes rohinyá no tienen libertad de movimiento, acceso a alimentos, agua, atención médica y educación. Mientras tanto, había mujeres musulmanas que fueron violadas por el ejército y los hombres comunes y luego fueron asesinadas por ellos.
Irán y Turquía son dos países musulmanes que ayudaron y ayudan a los musulmanes rohinyá que se quedaron sin hogar y sin tierra por el pueblo de Birmania (budista). El presidente de Irán  Hassan Rouhani y su homólogo turco  Recep Tayyip Erdoğan. Entre todos los demás países y comunidades musulmanes, estos dos países eran más sensibles y comprensivos con los musulmanes rohinyá. Ambos preguntaron y hablaron con la organización de cooperación islámica y les pidieron que encontraran una solución y pusieran fin a la violencia contra los pobres, especialmente las mujeres y los niños. Estos dos presidentes están más preocupados por la vida, la atención médica, los alimentos y, principalmente, el problema del agua que enfrentan los musulmanes rohinyá.

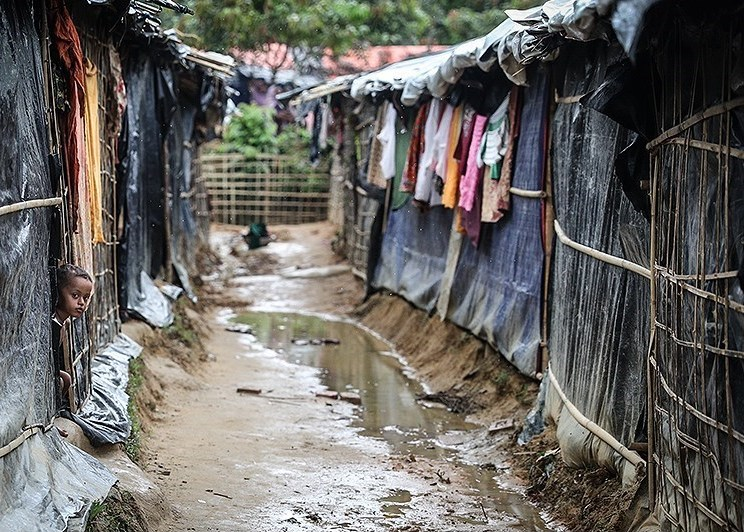
Campamento de desplazados rohingá (2017)

Después del ataque a los musulmanes rohinyá que realizó el ejército de Birmania, se suponía que debían abandonar sus hogares y aldeas y tenían que ir a otro lugar, por lo que comenzaron a trasladarse a Bangladés. Durante su traslado, tuvieron que cruzar los ríos con los bebés pequeños. Cuando se mudaron a Bangladés, ambos países, Irán y Turquía, los ayudaron con cosas necesarias como alimentos, agua y otras cosas.
El 5 de abril de 2018, el presidente de Filipinas, Rodrigo Duterte, reconoció la existencia de un genocidio contra el pueblo rohinyá. Dijo a los medios de comunicación que Filipinas está dispuesta a albergar a algunos refugiados rohinyá, si Europa también acogía algunos también.
El 28 de septiembre de 2018, Sheikh Hasina, presidenta de Bangladés, habló en la 73.ª Asamblea General de las Naciones Unidas. Ella dijo que ahora hay 1.1 millones de refugiados rohinyá en Bangladés.
En agosto de 2018, las Naciones Unidas reconocieron la persecución de los rohinyá como genocidio y limpieza étnica, y solicitaron el arresto y el procesamiento de los principales generales de Birmania responsables de los crímenes de lesa humanidad. También concluyó que el gobierno de Aung San Suu Kyi está encubriendo los delitos contra los rohinyá y no les ha ofrecido protección.